# Прогрессивная партия Японии
Прогрессивная партия Японии (яп. 日本進歩党 Нихон Симпото:) — политическая партия Японии, основанная Юсукэ Цуруми 16 ноября 1945 года. Ядро новообразованной партии составили в основном бывшие члены крупнейшей фракции Ассоциации помощи трону. Первым председателем партии стал Тюдзи Матида. В партию также вошёл и тогдашний премьер-министр Японии Кидзюро Сидэхара. Своими главными целями новообразованная партия декларировала антикоммунизм и сохранение государственности.
В феврале 1946 года началась кампания оккупационных властей по преследованию «нежелательных элементов» в государственном аппарате. Для Прогрессивной партии это вылилось в то, что 260 из 274 её представителей, включая и председателя партии Матида, попали под запрет занятия общественных должностей. Новым председателем партии стал Сидэхара. На первых послевоенных выборах 10 апреля 1946 года Прогрессивная партия набрала 94 из 485 депутатских мандатов. По единогласному требованию остальных крупных партий правительство Сидэхара, опиравшееся на Прогрессивную партию, было вынуждено уйти в отставку. 31 марта 1947 года партия прекратила своё существование, преобразовавшись в Демократическую партию (яп. 民主党 Минсюто:).